# Ngô Bảo Châu
Ngô Bảo Châu (28 de junio de 1972) es un matemático vietnamita, nacionalizado francés, que actualmente trabaja en el Instituto de Estudios Avanzados en Princeton, Nueva Jersey. Ngô Bao Chau es más conocido por haber demostrado el «lema fundamental» de la teoría de formas automórficas propuesta por Robert Langlands y Diana Shelstad, un logro que fue seleccionado por la revista Time como uno de los Top Ten de los descubrimientos científicos del año 2009.
Fue profesor de la Universidad de París-Sur y de la Universidad de Chicago y es también director científico del Vietnam Institut for Advanced Study.

## Algunas publicaciones
- Ngô Le Lemme fondamentale pour les algebres de Lie, 2008 (enlace roto disponible en Internet Archive; véase el historial, la primera versión y la última).

- Laumon, Ngô Le Lemme fondamentale pour les groupes unitaires, 2004

- Ngô Fibration de Hitchin et endoscopie, 2004, Preprint, erschienen in Inventiones Mathematicae 2006

## Honores
Por sus obras, Ngô Bao Chau fue galardonado con el Premio de Investigación otorgado por el Clay Mathematics Institute en 2004. También se convirtió en el profesor más joven en Vietnam en 2005. En 2010, recibió la Medalla Fields.